# ویانا دو کاستلو
شهر ویانا دو کاسلو (به پرتغالی: Viana do Castelo) در شهرستان ویانا دو کاسلو در کشور پرتغال واقع شده‌است. جمعیت این شهر ۳۶٬۷۵۰ نفر  است. در تاریخ ۲۰ ژانویه ۱۸۴۸ به عنوان شهر شناخته شد.

## نگارخانه

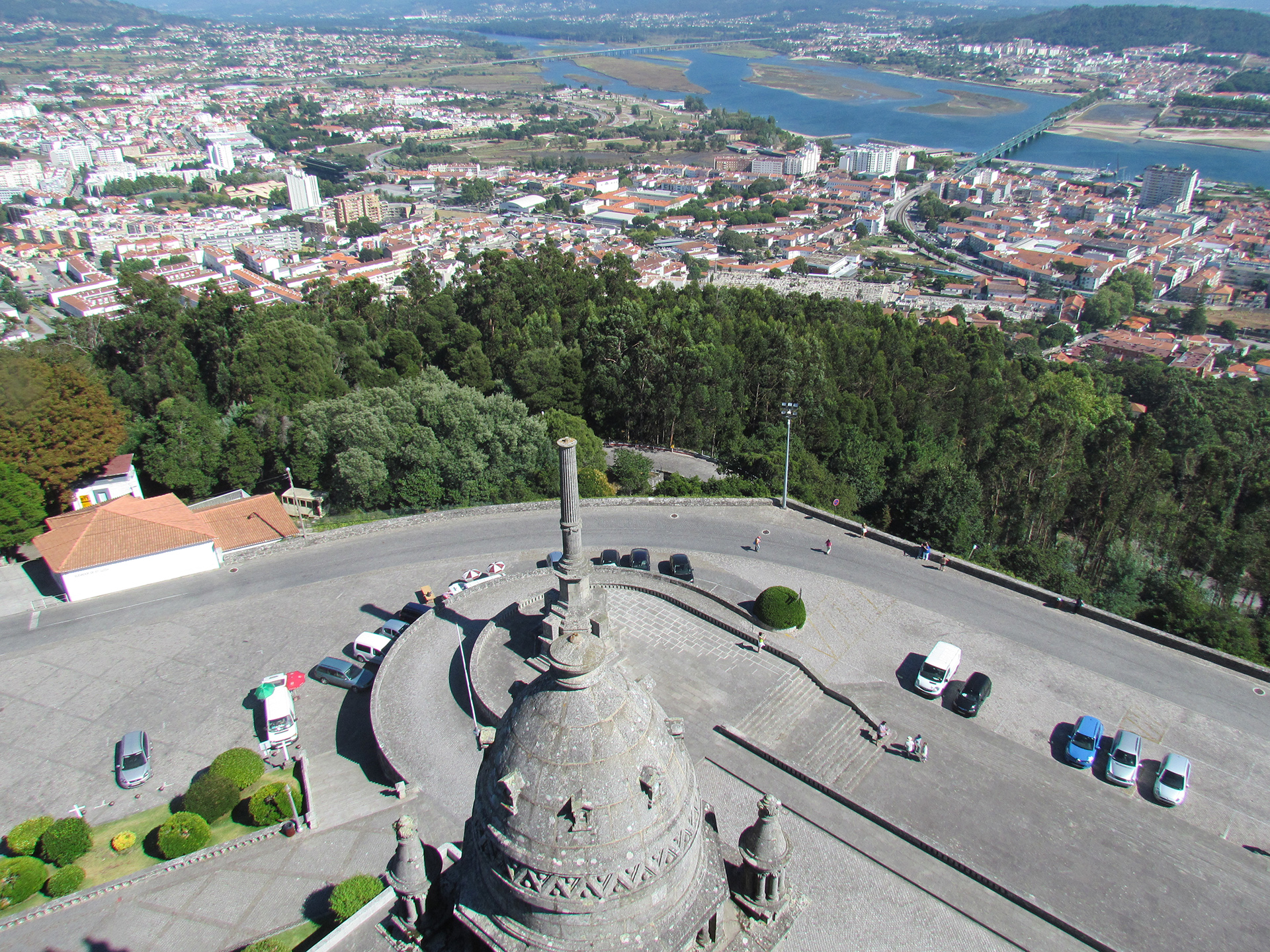
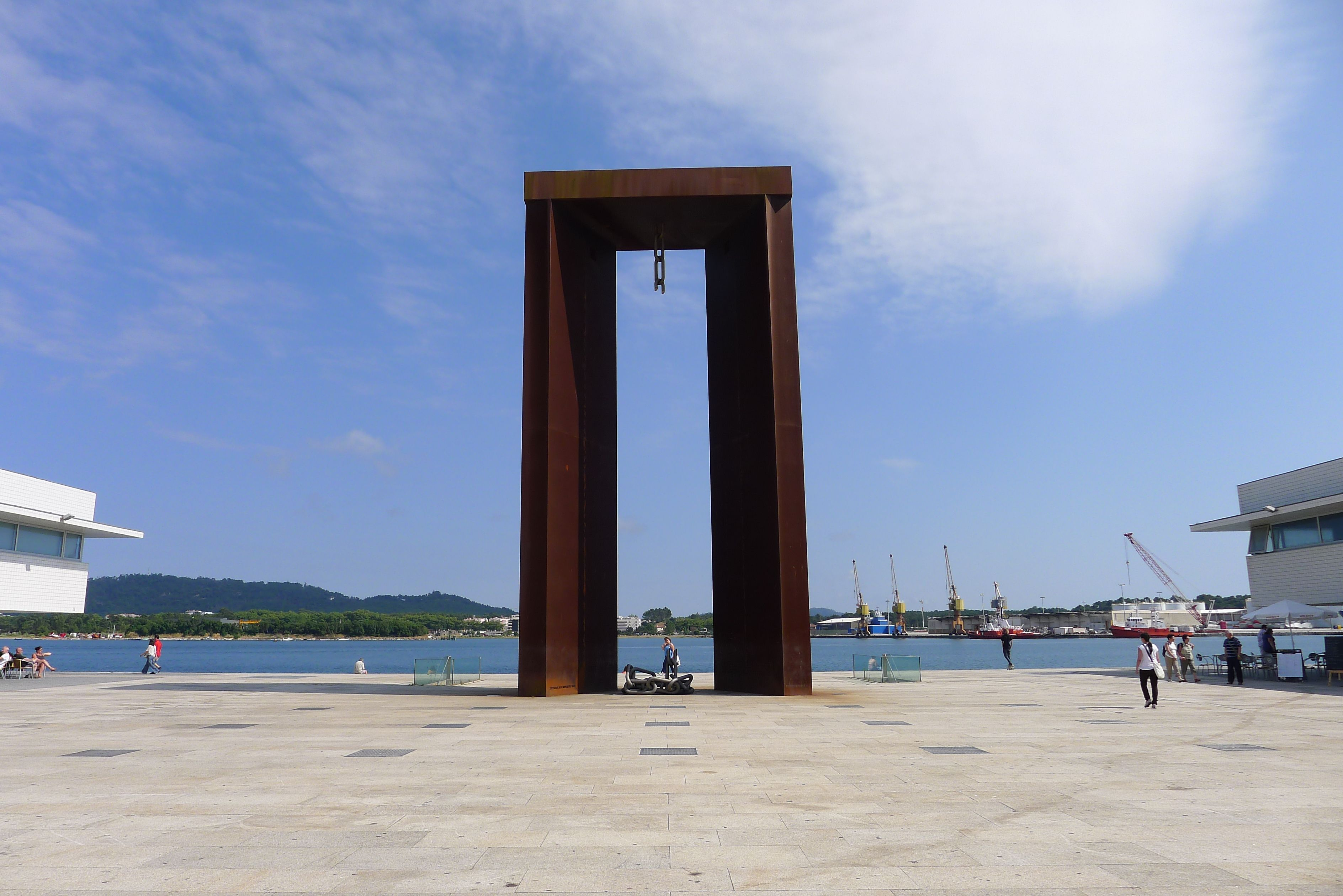
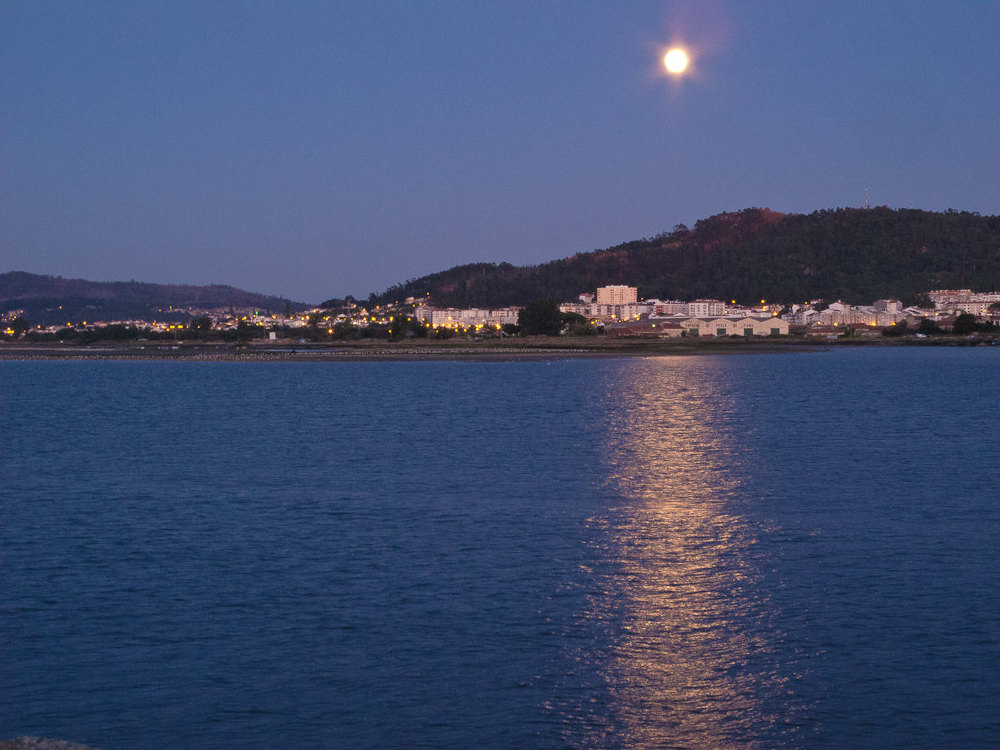
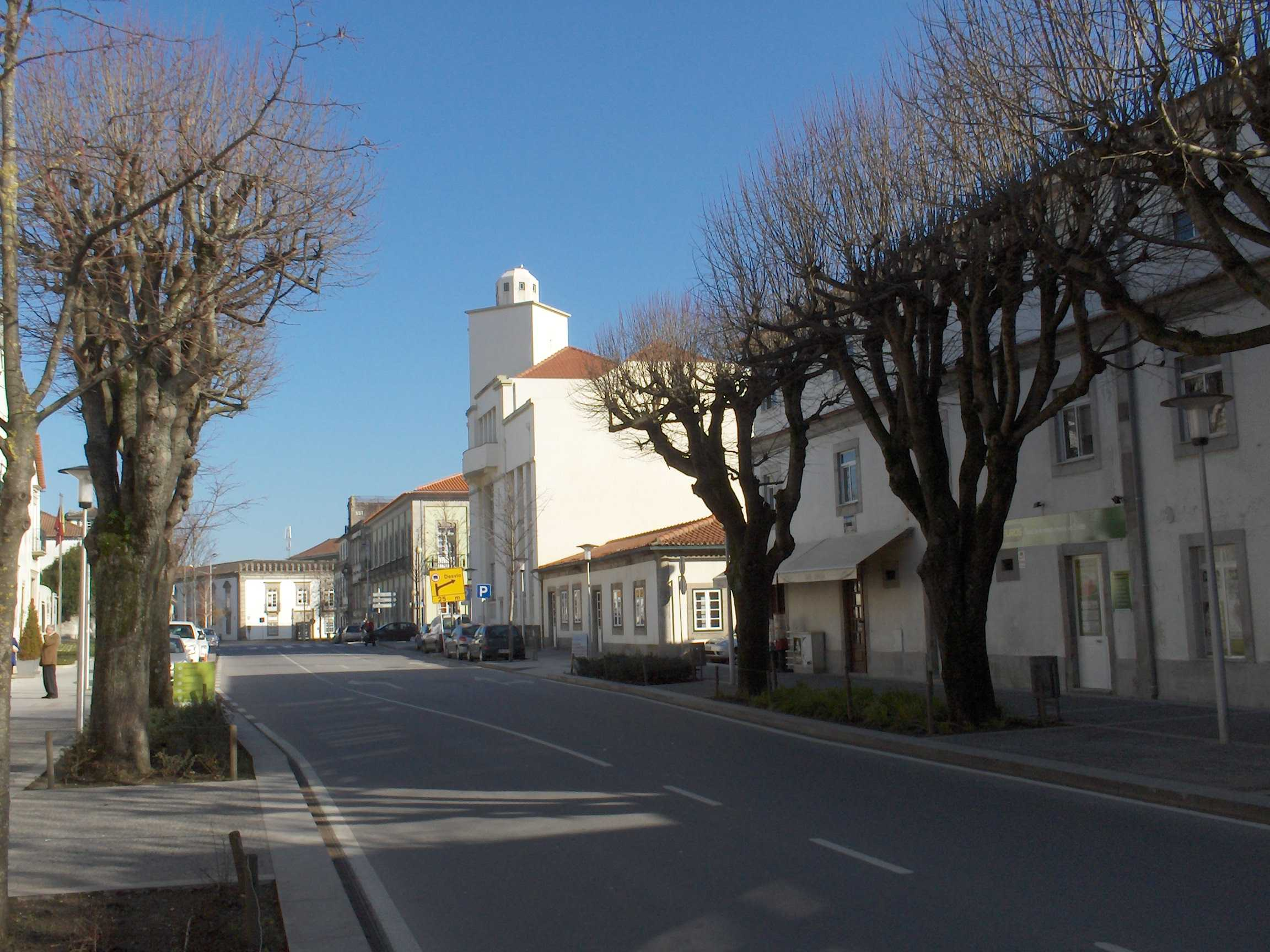
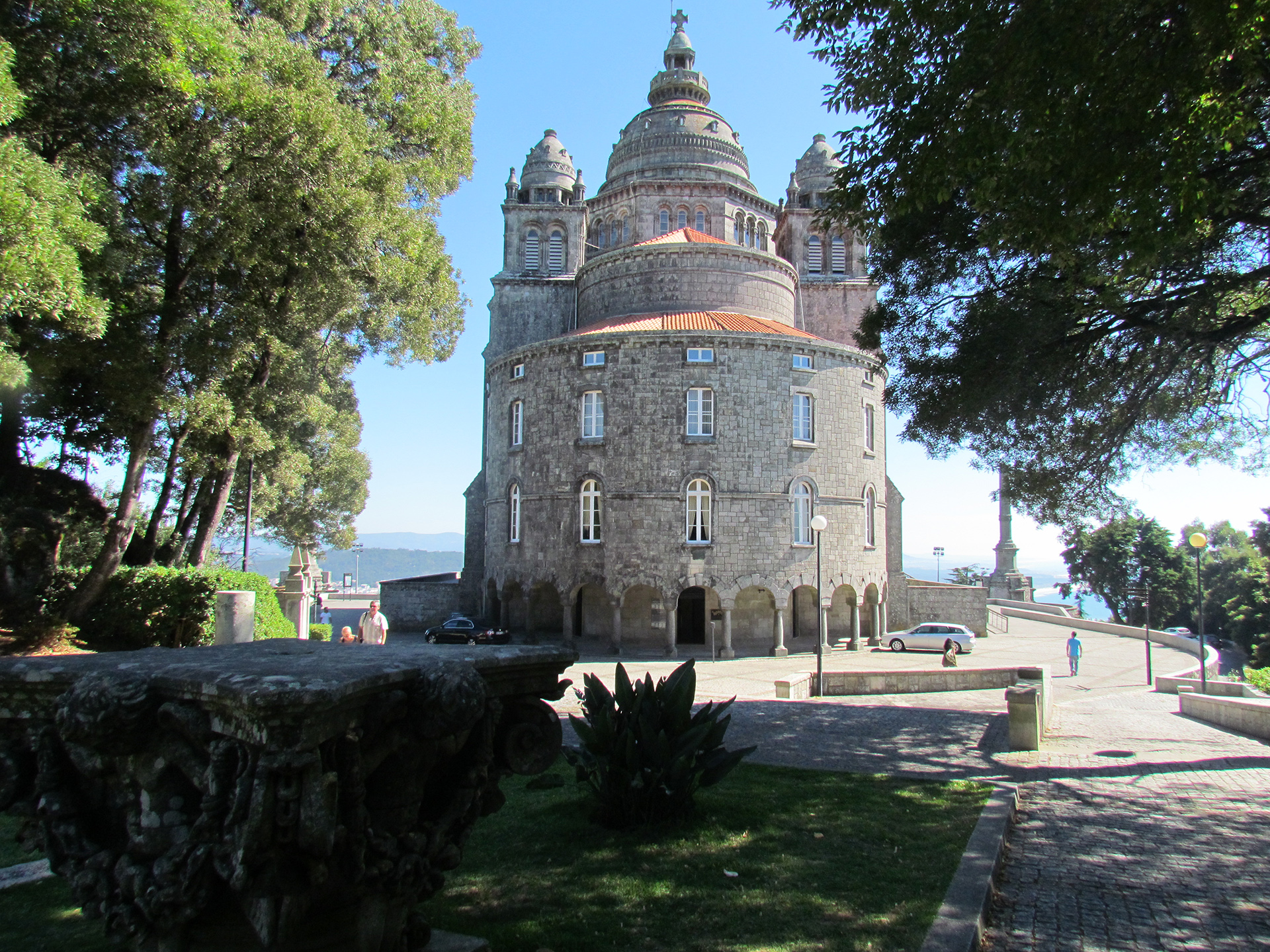
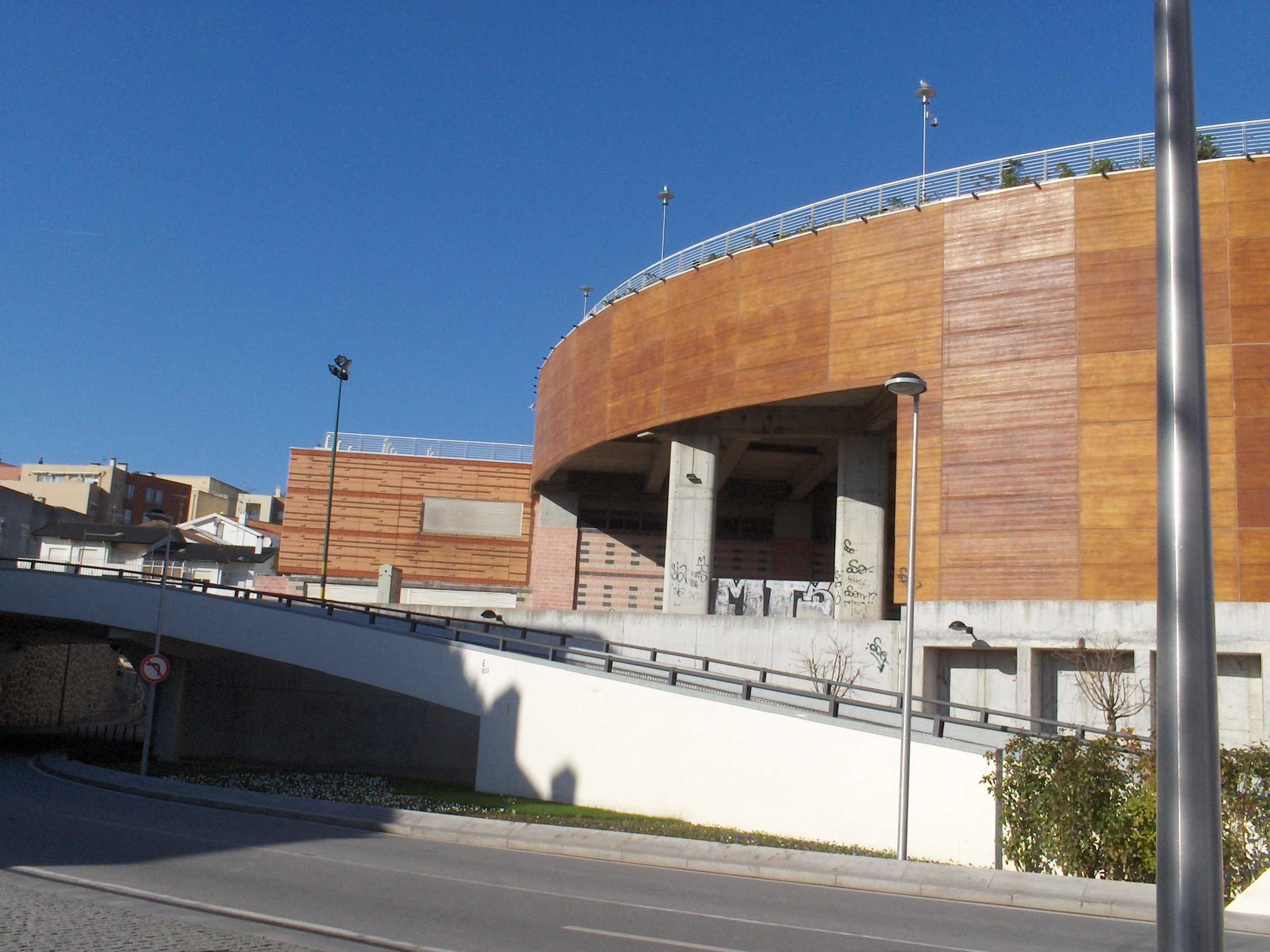
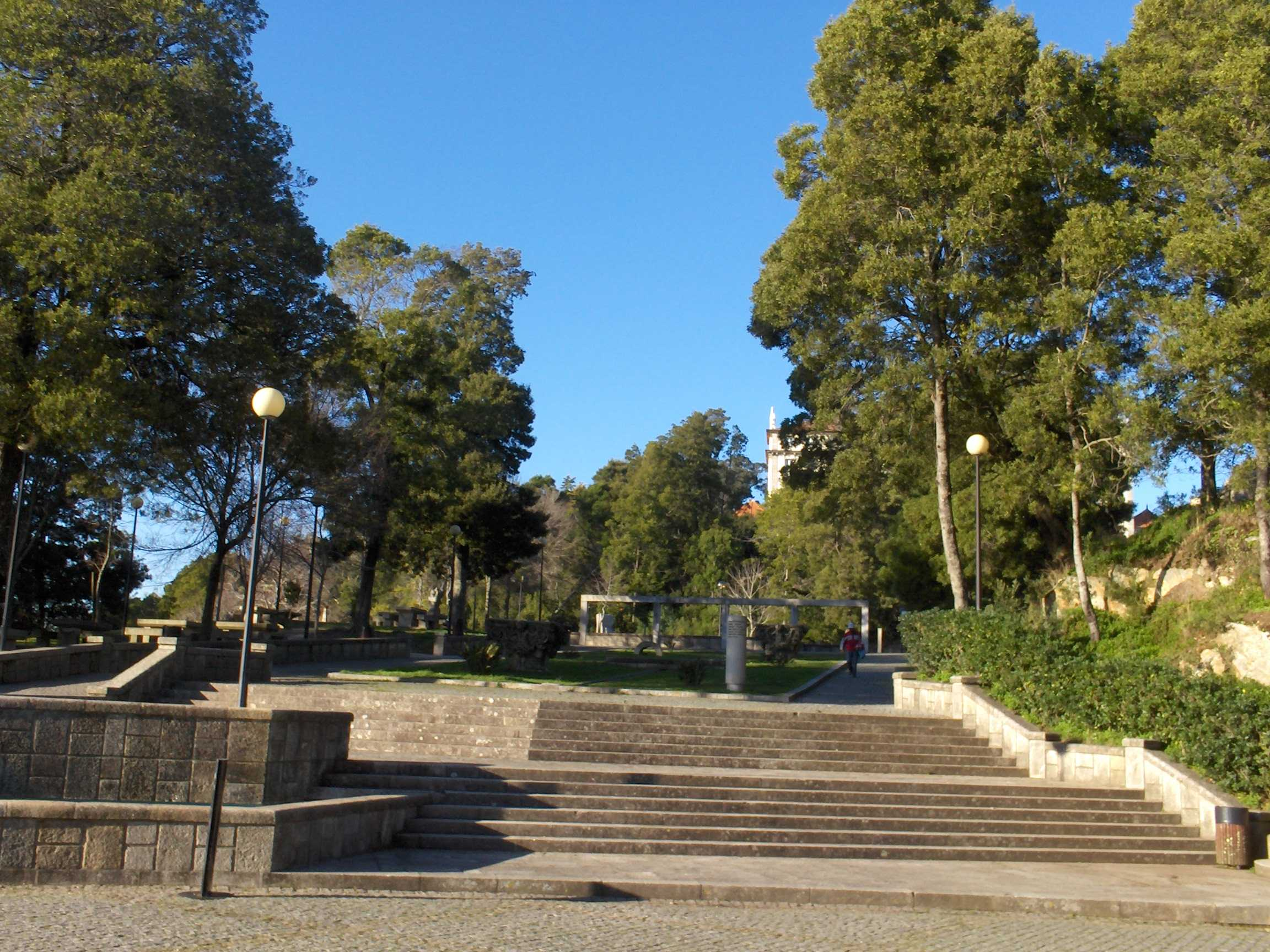
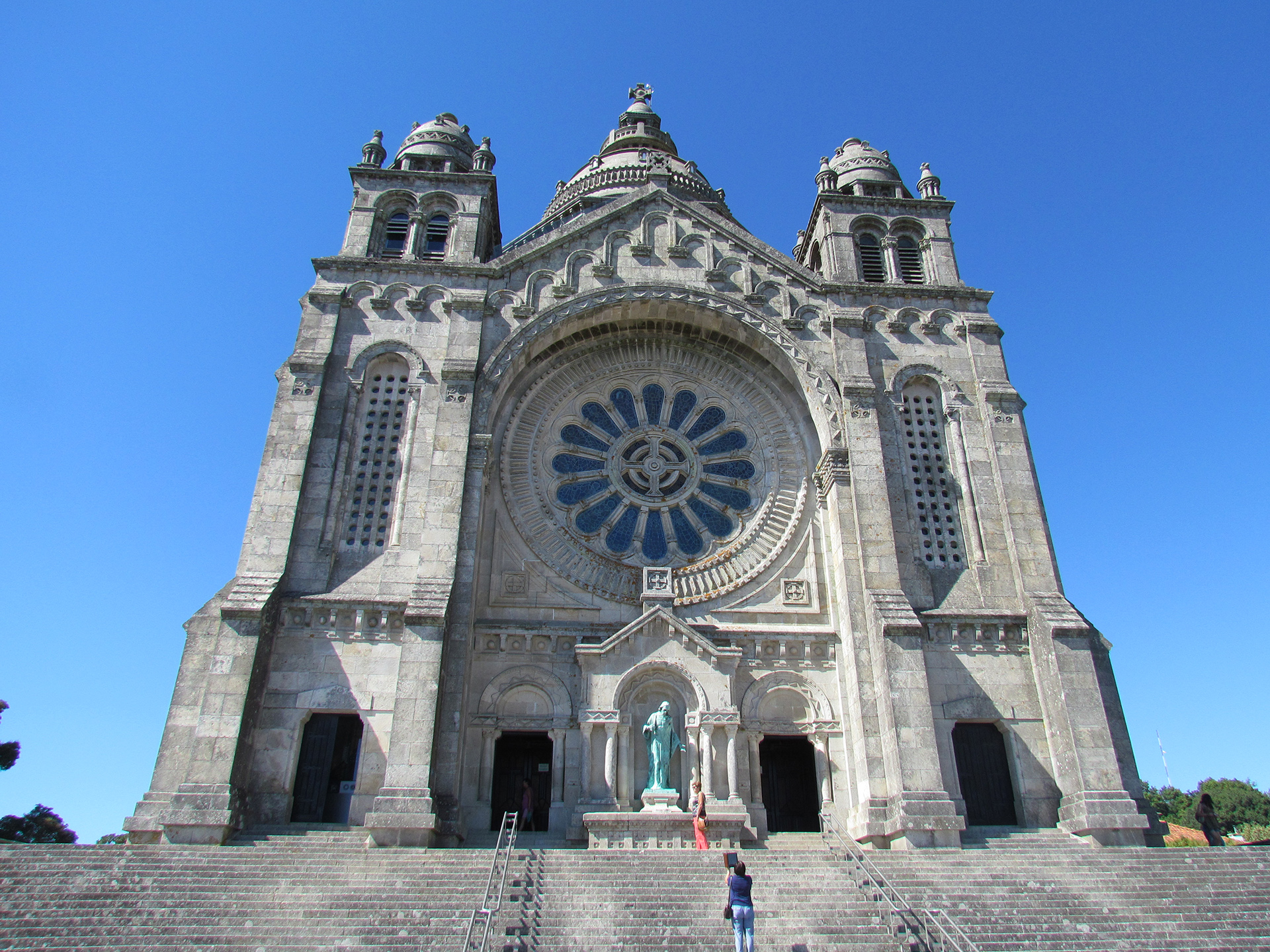
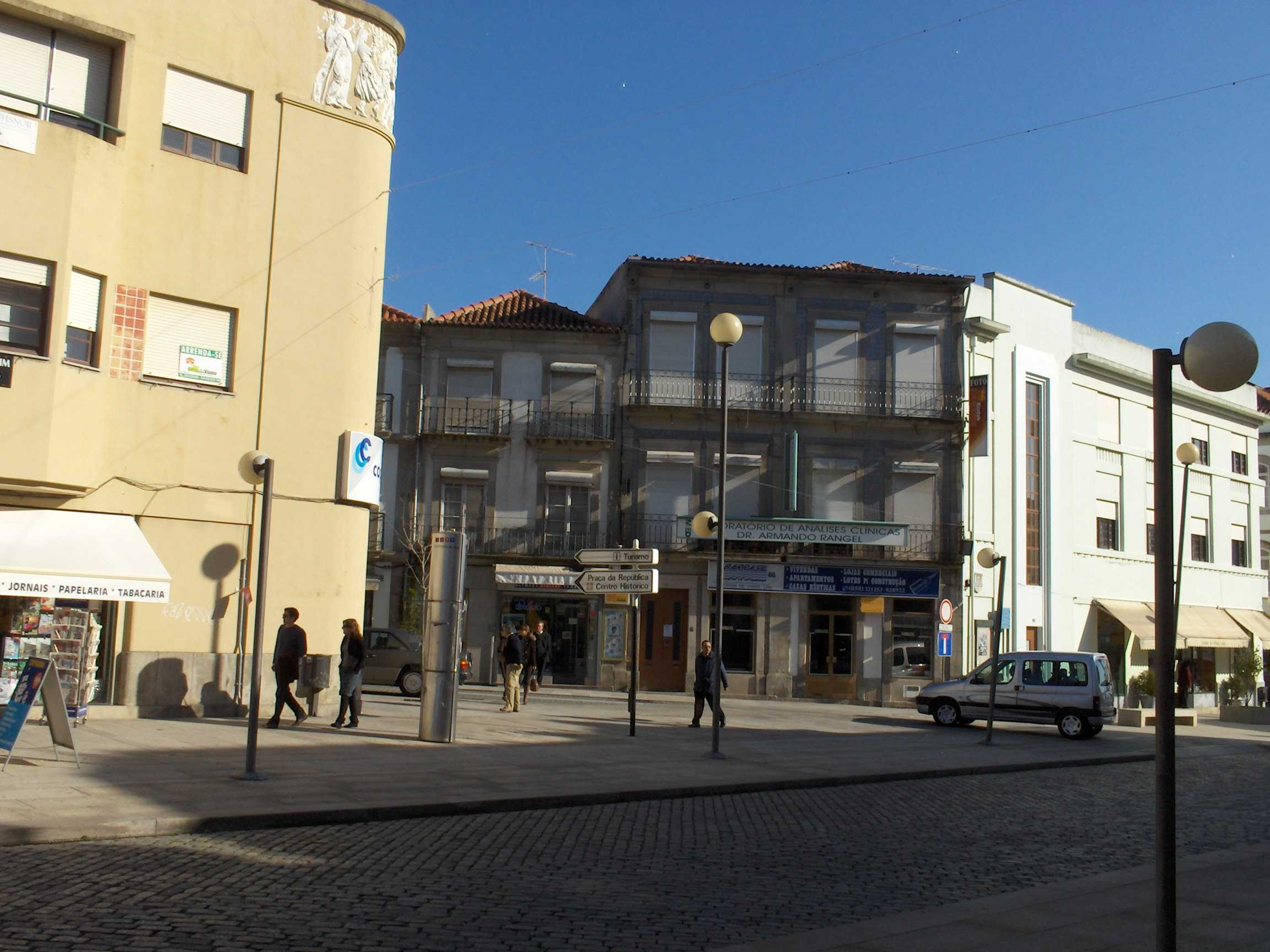
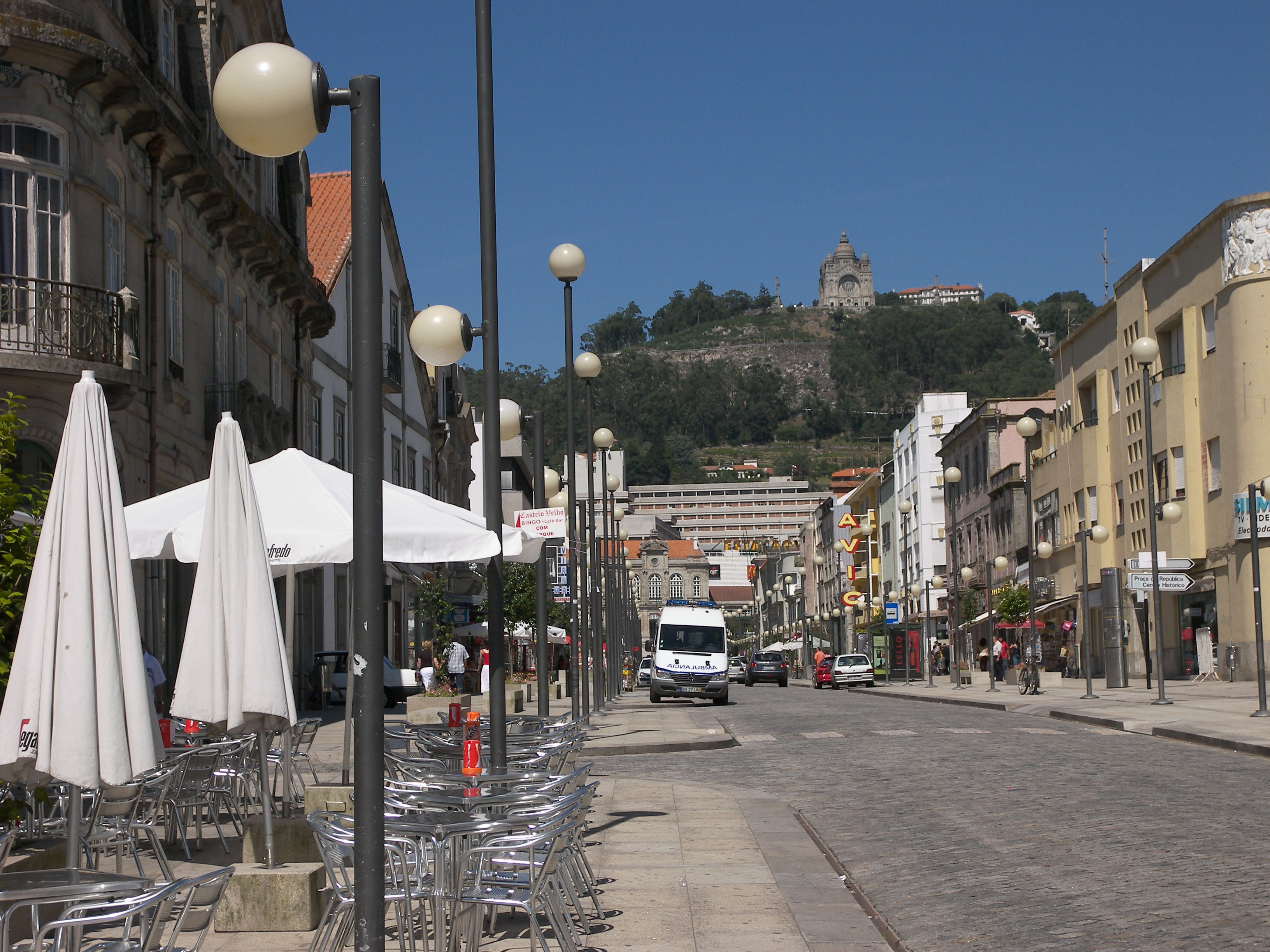
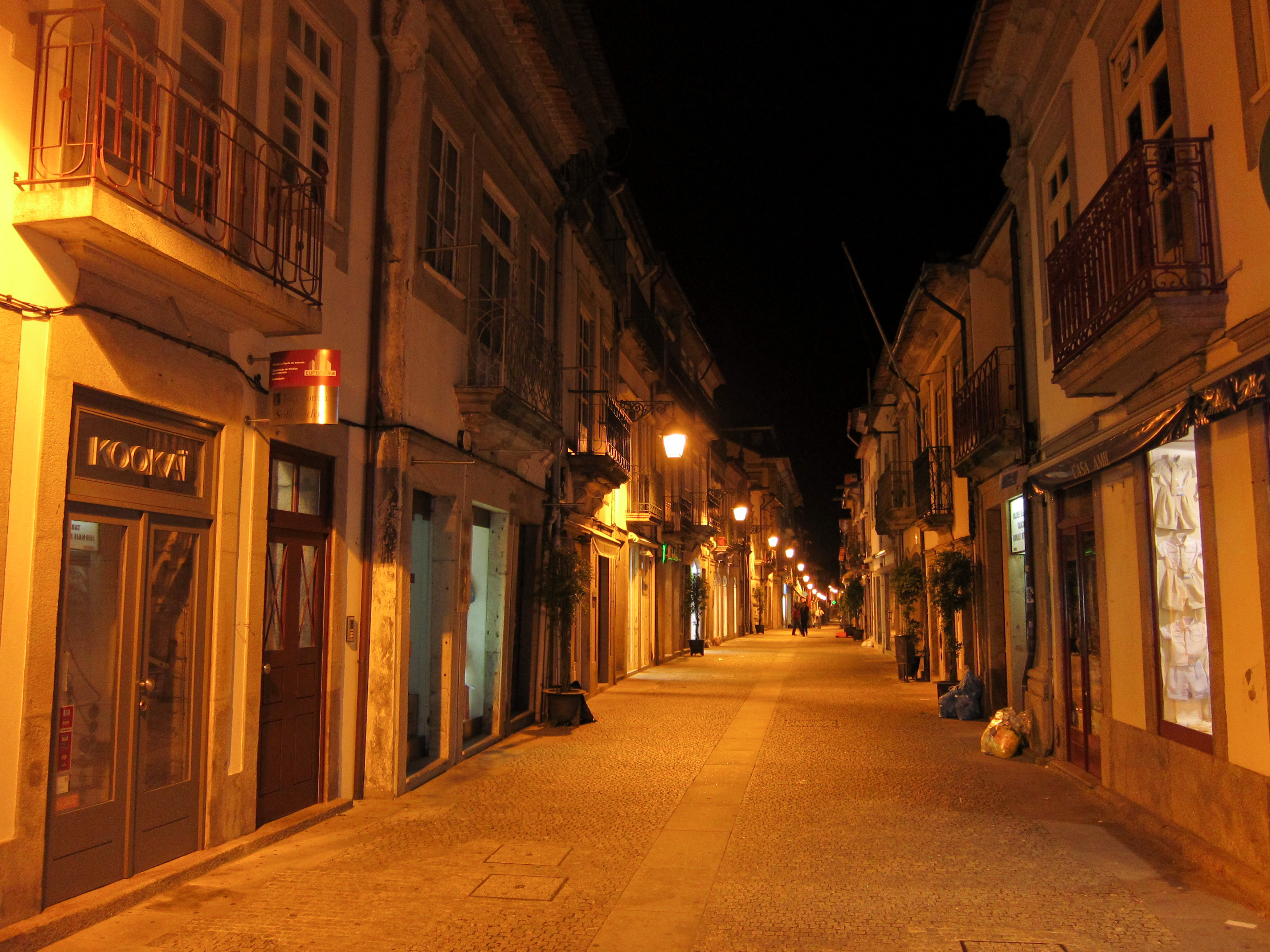
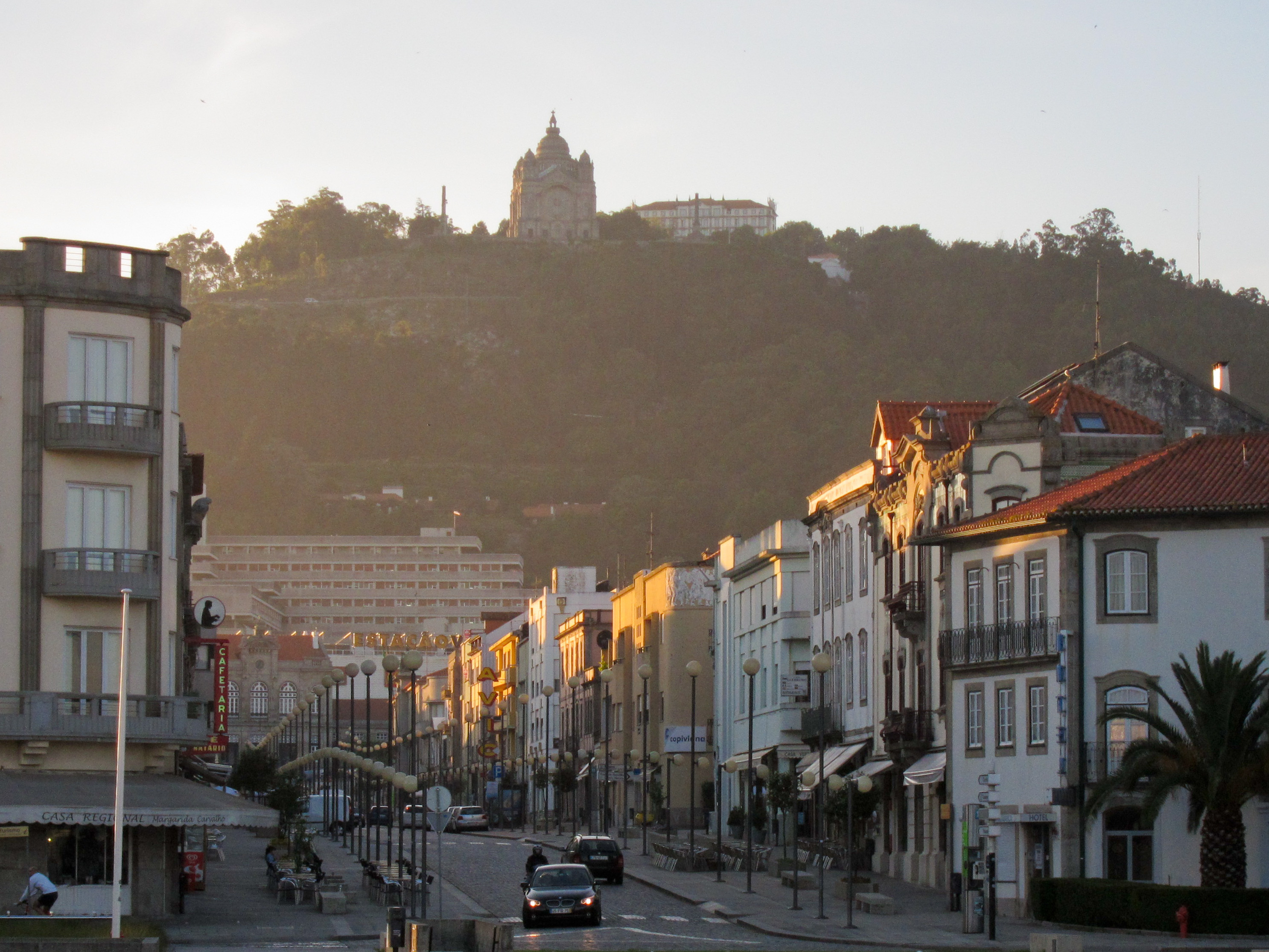